# Jules Lewal
Jules Lewal, francoski general, pedagog in pisatelj, * 13. december 1823, † 22. januar 1908.